# Vulcania (pel·lícula)
Vulcania és una pel·lícula espanyola de drama de ciència-ficció distòpica amb elements de drama rural del 2015 dirigida per José Skaf amb guió de Diego Soto. Fou presentada al Festival Internacional de Cinema Fantàstic de Sitges de 2015. Ha estat doblada al català.

## Sinopsi
Dins d'una societat dividida en dos bàndols, Jonás que acaba de perdre a la seva família en un misteriós accident, comença a treballar en la fosa d'un poble perdut, Vulcania, que viu tancat en si mateix. Aquí coneix a Marta, amb la qual comparteix tragèdia i de la qual intentarà treure informació sobre el succeït. En entaular una relació amb ella, es planteja moltes qüestions personals i descobreix quelcom que sacsejarà els fonaments de la comunitat.

## Repartiment
- Miquel Fernández... Jonás
- Aura Garrido... Marta
- Ginés García Millán...	Adam
- José Sacristán... Sr. Valoquia
- Ana Wagener...	Aurora
- Jaime Olías	...	Álex
- Rubén Ochandiano...	Olmo
- Andrés Herrera ...	Fran
- Sílvia Abril...	Ruth

## Nominacions
- José Sacristán fou nominat a Premi Unión de Actores al millor actor de repartiment de cinema (2015)[5]
- Andrés Herrera fou nominat al Gaudí al millor actor secundari.[6]

## Crítiques
| «                               | "Amb un cuidat aspecte visual per part del director debutant, i perícia per a aconseguir una posada en escena efectiva. (...) la capacitat de suggeriment de 'Vulcania' se sobreposa a les seves limitacions. (...) Puntuació: ★★★ (sobre 5)" | » |
| — Ricardo Aldarondo: Fotogramas | |   |

| «                                       | "Distopia en clau rural (...) L'atmosfera enrarida d'una societat enganyada i dividida és aquí. Però falta l'electricitat perquè aquesta atmosfera esclati, manca espurna. José Sacristán està sensacional" | » |
| — Salvador Llopart: Diari La Vanguardia | |   |

| «                                 | "La pel·lícula discorre per sengles poc habituals en aquesta mena de relats: de la sospita passem al melodrama de tints sobrenaturals per a reprendre l'acció heroica en clau íntima, una acció de forjat lent però de resolució sòlida (...) Puntuació: ★★★ (sobre 5)" | » |
| — Paula Arantzazu Ruiz: Cinemanía | |   |